# 永原功
永原 功（ながはら いさお、1948年6月1日 - 2022年6月25日）は、日本の実業家。富山県砺波市出身。
第7代北陸経済連合会会長。北陸電力株式会社代表取締役会長。富山県公安委員会委員長。日本原子力発電株式会社取締役（非常勤）。株式会社カターレ富山代表取締役会長（非常勤）。

## 経歴
- 1948年（昭和23年）6月1日生
- 1967年（昭和42年）3月 - 富山県立富山中部高等学校卒
- 1971年（昭和46年）3月 - 京都大学経済学部卒
- 1971年（昭和46年）4月 - 北陸電力株式会社入社。
- 2001年（平成13年）6月 - 北陸電力株式会社取締役に就任。
- 2003年（平成15年）6月 - 北陸電力株式会社常務取締役に就任。
- 2004年（平成16年）6月 - 北陸電力株式会社代表取締役副社長に就任。
- 2005年（平成17年）6月 - 北陸電力株式会社代表取締役社長に就任。
- 2010年（平成22年）5月 - 北陸経済連合会会長に就任。
- 2010年（平成22年）6月 - 北陸電力株式会社代表取締役会長に就任。
- 2010年（平成22年）6月 - 日本原子力発電取締役に就任。
- 2011年（平成23年）8月 - 富山県公安委員会委員長に就任。
- 2012年（平成24年）4月 - 株式会社カターレ富山代表取締役会長に就任。
- 2022年（令和4年）6月27日、富山市内の自宅で倒れているところを親族から連絡を受け中に入った警察官によって発見され、死亡が確認された。後に北陸電力によって、25日午後に亡くなったと見られると発表された[2]。74歳没。